# فيلينو جارديم
فيلينو جارديم (بالهولندية: Felino Jardim)‏ هو لاعب كرة قدم هولندي في مركز الوسط، ولد في 10 أغسطس 1985 في روتردام في هولندا. شارك مع منتخب هولندا لكرة القدم. أما مع النوادي، فقد لعب مع آر كي سي فالفيك وسبارتا روتردام وفاينورد وكامبريدج يونايتد ونيوبورت كونتي.

## وصلات خارجية
- فيلينو جارديم على موقع قاعدة بيانات كرة القدم.إي يو (الإنجليزية)
- فيلينو جارديم على موقع Soccerbase.com (لاعب) (الإنجليزية)